# Le Jeu avec le feu
Pour les articles homonymes, voir Playing with Fire.
Pour plus de détails, voir Fiche technique et Distribution.
Le Jeu avec le feu est un film français d'Alain Robbe-Grillet sorti en 1975. Le film a été en compétition lors du Festival international du film fantastique d'Avoriaz 1975.

## Synopsis
Un banquier, Georges de Saxe, est averti par un coup de téléphone anonyme que sa fille Caroline vient d'être enlevée. Les ravisseurs réclament une rançon d'un million de dollars. Mais peu après, Caroline rentre à la maison. Son père décide néanmoins de protéger sa fille : ses conseillers lui suggèrent de la mettre à l'abri dans une clinique spécialisée...

## Fiche technique
- Réalisateur et scénariste : Alain Robbe-Grillet
  - Assistant réalisateur : Luc Béraud
- Producteur : Georges Dybman
- Directeur de la photographie : Yves Lafaye
- Montage : Bob Wade
- Création des décors : Hilton McConnico
- Création des costumes : Georges Bril et Hilton McConnico
- Format : couleur (Eastmancolor)  - Son mono - 35 mm  - 2,35:1
- Genre : drame
- Durée : 89 minutes
- Date de sortie : 19 février 1975 en France
- Affiche : René Ferracci (France)

## Distribution
- Jean-Louis Trintignant : le bel homme / l'homme de main
- Philippe Noiret : le banquier
- Anicée Alvina : Carolina, fille du banquier
- Philippe Ogouz : un homme de main
- Agostina Belli : la femme de chambre
- Sylvia Kristel : Diana Van Den Berg, une femme enlevée
- Christine Boisson : Christina, la première jeune fille enlevée
- Vernon Dobtcheff : un messager
- Serge Marquand : le valet
- Jacques Seiler : le chauffeur du taxi
- Jacques Doniol-Valcroze : le commissaire de police
- Nathalie Zeiger : une jeune fille enlevée
- Maurice Vallier : Bonaud, le chef de gang
- Joëlle Cœur : La mariée